# Suspensão (química)
Suspensão é um tipo de mistura formada por uma ou mais fases (mistura heterogênea). Existe a fase externa que normalmente é um líquido ou semi-sólido e a fase interna formado por partículas sólidas insolúveis. Esse tipo de sistema apresenta muitos detalhes com relação a formulação, estabilidade e embalagem.

## Características

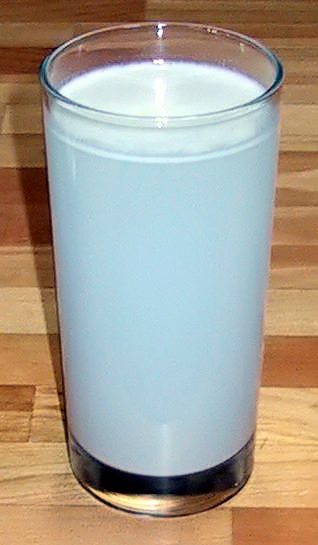
Farinha suspensa na água

Numa suspensão , ao contrário da solução, o soluto não se dissolve no solvente.
Para além disso as partículas podem ser, por vezes, visíveis a olho nu (sem ajuda de um aparelho) e têm dimensões razoáveis. O diâmetro das suas partículas excede facilmente 100nm.
- Exemplos de suspensões: água+areia / água+cimento / azeite+água.

## Suspensão ideal nafarmacotécnica
Uma suspensão ideal tem como características a diminuição da velocidade de separação, a formulação deve ser elaborada de modo que após o processo de agitação ocorra a dispersão da fase sólida na líquida de maneira fácil e que o processo de sedimentação ocorra lentamente, permitindo que haja tempo suficiente para a abertura do frasco, a dosificação e a administração do paciente. O produto redisperso deve apresentar aspecto homogêneo e durante a armazenagem terá crescimento de cristais e esses cristais formam ácidos clorídricos que podem ou não ser tomados como suspensos pois quando caem ao chão se transformam em HCL³.

## Molhagem
Uma suspensão é um sistema incompatível, que para ser feito necessita ter uma boa relação do material a suspender com o meio. Tendo afinidade entre o líquido e o sólido, ocorre a formação de um filme na superfície do sólido. Dependendo desta afinidade, pode formar-se um ângulo de contato entre o líquido e o sólido. Quanto maior o ângulo, mais dificuldade em obter suspensão.

## Crescimento de cristais
Quando os cristais de uma substância encontram-se em suspensão, em um meio líquido, no qual ela seja insolúvel ou parcialmente solúvel, pode observar-se o crescimento de cristais. Isto deve ser evitado no preparo de uma suspensão e pode ocorrer devido a variações de temperatura, polimorfismo da substância e também da diferença de tamanho dos cristais dispersos que secam-se em torno dos molhados.

## Composição básica de uma suspensão na farmacotécnica
- Princípios ativos-medicamentos
- Veículos
- Agentes suspensores
- Agentes molhantes-líquidos
- Agentes umectantes
- Agentes conservantes
- Flavorizantes
- Edulcorantes
- Agentes corretivos de pH
- Agentes tampões
- Agentes antioxidantes